# Pascal Meinherz
Pascal Meinherz (* 6. Februar 1981) ist ein ehemaliger Schweizer Nordischer Kombinierer und heutiger Angestellter der Bank Goldman Sachs. Für sie ist er seit dem Februar 2020 als Co-Leiter des Private Wealth Management in Deutschland tätig sowie Mitglied der Geschäftsleitung der Goldman Sachs Bank AG in der Schweiz.

## Werdegang
Meinherz startete bereits in der Jugend bei internationalen Wettkämpfen des Alpencups. Im August 1998 trat er erstmals im Grand Prix an, konnte mit den Rängen 23 und 25 in Wernigerode und Klingenthal aufgrund des damaligen Systems jedoch keine Punkte gewinnen. Im Winter blieb er zunächst den Wettkämpfen der FIS fern, ehe er bei den Nordischen Junioren-Skiweltmeisterschaften 1999 in Saalfelden mit dem Schweizer Team Silber gewann. Im Sommer 1999 stellte sich Meinherz erneut im Grand Prix der Konkurrenz, wo er mit Rang 13 in Wernigerode auf sich aufmerksam machte. In der Gesamtwertung belegte er den 18. Platz. Dennoch trat er erneut erst zu den Nordischen Junioren-Skiweltmeisterschaften 2000 in Strbské Pleso in Erscheinung, wo er dieses Mal auch im Einzel an den Start ging. Sowohl im Gundersen als auch im Sprint belegte er jedoch die hinteren Ränge, und auch mit dem Team reichte es lediglich zum achten Platz. Am 8. Dezember 2000 debütierte Meinherz in Salt Lake City im zweitklassigen B-Weltcup und konnte bereits am zweiten Wettkampftag die Punkteränge erreichen. Nachdem er Mitte Januar in Val di Fiemme mit dem zwölften Platz sein bestes Saisonergebnis erzielt hatte, startete Meinherz bei den Nordischen Junioren-Skiweltmeisterschaften 2001 in Karpacz. Im Gundersen-Einzel belegte er Rang 19, ehe er mit dem Team als Vierter die Medaillenränge knapp verpasste. Zum Abschluss wurde er im Sprint Sechzehnter, was sein bestes Resultat bei Juniorenweltmeisterschaften darstellte. In den darauffolgenden Jahren trat Meinherz regelmässig im B-Weltcup an, in dem er meist die mittleren Ränge erreichte. Im Dezember 2002 empfahl sich Meinherz mit mehreren Top-10-Ergebnissen im B-Weltcup für den Weltcup, woraufhin er an Neujahr 2003 sein Weltcup-Debüt in Oberhof feierte. In den folgenden Wochen versuchte er sich auch bei den weiteren Stationen im Weltcup, scheiterte allerdings immer an der Punktschwelle, sodass er zum Saisonende wieder im B-Weltcup startete. Weitere Einsätze im Weltcup sollten nicht mehr folgen. Seine einzige Podestplatzierung gelang ihm am 11. Januar 2004 in Villach im B-Weltcup, als er hinter Mathieu Martinez und David Kreiner Dritter wurde. Darüber hinaus gewann er bei der Universiade 2005 in Innsbruck Bronze im Gundersen-Einzel. Auf nationaler Ebene konnte er mit dem Team im Skispringen zweimal Vize-Meister werden. Im Frühjahr 2006 beendete er seine Karriere.
Meinherz studierte an der Universität St. Gallen. Nachdem er über mehrere Jahre bei der Credit Suisse angestellt gewesen war, wechselte er im Februar 2020 zu Goldmann Sachs, wo er als Managing Director das deutsche Führungsteam im Private Wealth Management unterstützt und als Geschäftsleitungsmitglied der Goldman Sachs Bank AG in Zürich fungiert.

## Statistik

### Grand-Prix-Platzierungen
| Saison | Platz | Punkte |
| ------ | ----- | ------ |
| 1999   | 18.   | 89     |
| 2000   | 21.   | 65     |

### B-Weltcup-Platzierungen
| Saison  | Platz | Punkte |
| ------- | ----- | ------ |
| 2000/01 | 29.   | 069    |
| 2001/02 | 48.   | 028    |
| 2002/03 | 15.   | 048    |
| 2003/04 | 30.   | 165    |
| 2004/05 | 30.   | 129    |
| 2005/06 | 35.   | 130    |